# Thure G. Johansson
Thure G. Johansson, född 19 september  1924 i Rolfstorps församling, Hallands län, död 8 november 1994, var en svensk lantbrevbärare och kommunalpolitiker. Som barn var han med och hittade kvarlevorna av en man som levt under 1300-talet. Det välbevarade liket blev sedermera känt som "Bockstensmannen" och ligger utställt på Hallands kulturhistoriska museum i Varberg.
Thure G., som han allmänt kallades, var lantbrevbärare till yrket och känd även som "Posta-Thure". Han var kommunal förtroendeman och fullmäktigeledamot, först i den 1952 bildade Himledalens landskommun och från 1971 i den utvidgade Varbergs kommun, båda omfattande hans hemort Rolfstorp.
Dagen före midsommarafton, den 22 juni 1936, var den då elvaårige Thure G med och hittade kvarlevorna av Bockstensmannen i det som nu kallas Bockstens mosse intill gården Bocksten, som familjen brukade.
Thure G. Johansson är far till tidigare socialdemokratiska kommunikationsministern Ines Uusmann.

## Galleri

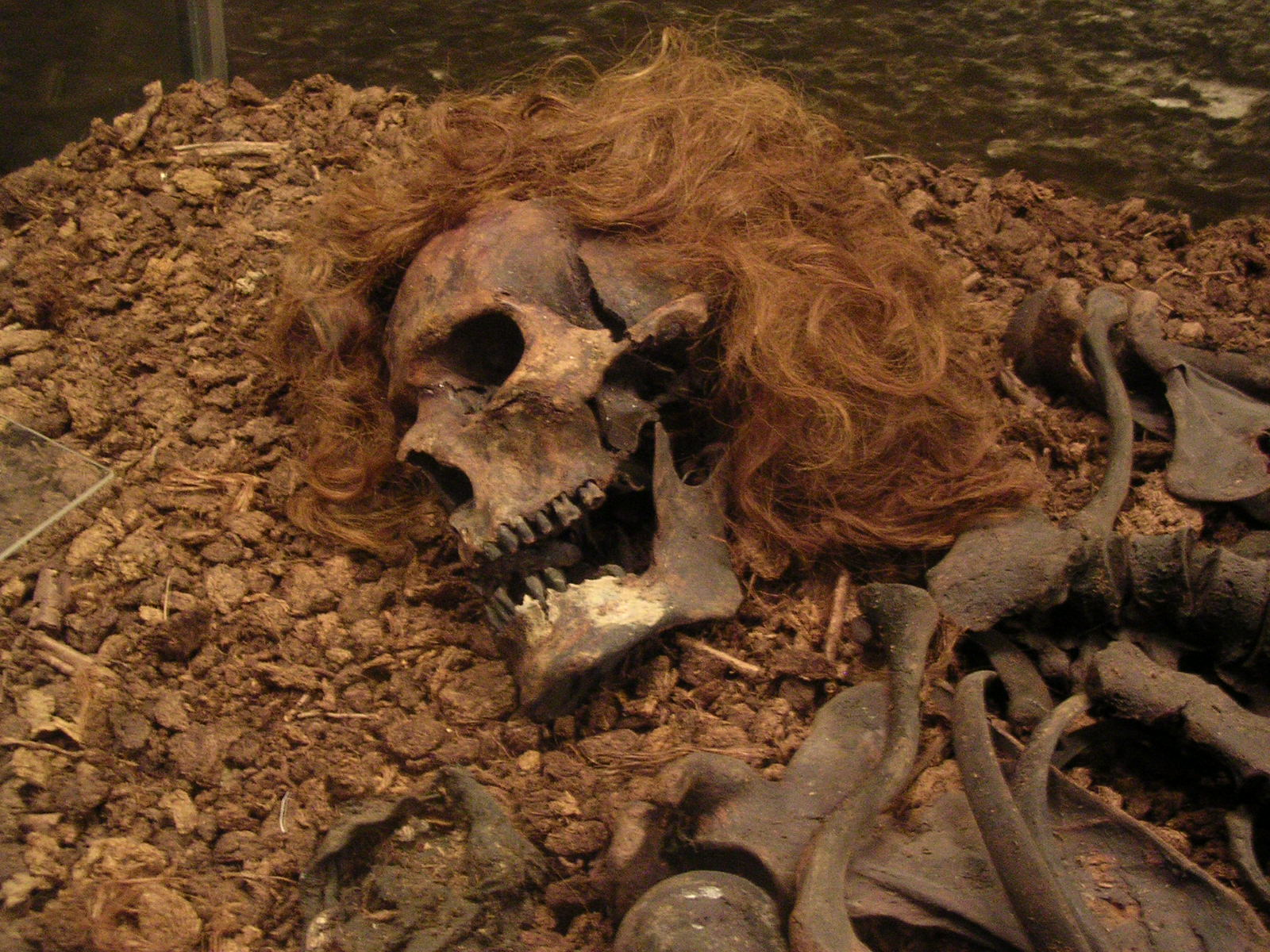
Bockstensmannens kvarlevor.